# Patrick Büchting
Patrick Büchting (* 21. Januar 1998 in Frankfurt am Main) ist ein deutscher Filmregisseur, Filmproduzent und Drehbuchautor, dessen Erstlingskinofilm Morgen irgendwo am Meer aus dem Jahre 2023 mehrfach ausgezeichnet wurde und internationale Beachtung erfuhr.

## Leben und Wirken
Patrick Büchting wuchs in Bonn zusammen mit einer Schwester in einem römisch-katholischen Elternhaus auf. Im Jahre 2015, im Alter von 17 Jahren bestand er am örtlichen Friedrich-Ebert-Gymnasium das Abitur. In der Schulzeit lernte er Spanisch.
Bei einem Auslandsschuljahr in Vancouver war er, nach eigenen Angaben, erstmals mit dem Filmgeschäft in Berührung gekommen. Büchting drehte den Kurzfilm Die Klausur, der im Jahre 2016 beim Deutschen Jugendfilmpreis den Publikumspreis gewann.
Im Jahre 2024 erlangte er an der Hochschule Darmstadt den Master-Abschluss im Fach „Leadership in the Creative Industries“. Parallel absolvierte er den Masterstudiengang „Film“ an der Fachhochschule Dortmund.
Seit 2017 ist Büchting Mitglied im Cartellverband der katholischen deutschen Studentenverbindungen (CV).